# 莫頓·J·布盧門塔爾
莫頓·J·布盧門塔爾（英語：Morton J. Blumenthal，1931年10月14日—2022年1月16日）是一名美國政治人物。
布盧門塔爾出生於康乃狄克州帕特南，畢業於基林利高中。他在康乃狄克大學獲得學士學位和法律學位。他曾在美國空軍服役。布盧門塔爾取得了康乃狄克州律師資格。1971年至1975年，他在康涅狄格州众议院任職，是一名共和黨人。之後，他與家人搬到新罕布夏州曼徹斯特，並在那裡從事住房開發工作。他在紐澤西州馬爾伯洛鎮區去世。